# Solaropsis caperata
Solaropsis caperata — вид наземних черевоногих молюсків родини Solaropsidae. Описаний у 2022 році.

## Поширення
Ендемік Бразилії. Поширений у типовому місцезнаходженні — Видобувний заповідник Ріо-Кажарі (заповідна територія зі збалансованим використанням природних ресурсів) у муніципалітеті Ларанжал-ду-Жарі у штаті Амапа на півночі країни.

## Опис
Раковина кремового кольору з коричневими плямами. Молюск має кулясту раковину, сильно вдавлену половину завитка перед перистомою, злегка опуклі завитки, великий отвір і пупок.